# Eric Ken Shinseki
Eric Shinseki, ameriški general, * 28. november 1942, Havaji.